# ایوانتشیتسه
ایوانتشیتسه (به چکی: Ivančice) یک منطقهٔ مسکونی در جمهوری چک است که در ناحیه برنو-تسوونتری واقع شده‌است. ایوانتشیتسه ۹٬۶۰۳ نفر جمعیت دارد.

## خواهرخوانده
شهرهای Soyaux و الکساندرا کوجاوسکی خواهرخوانده‌های ایوانتشیتسه هستند.